# Jiang Huachen
Jiang Huachen (chiń. 姜华琛; ur. 3 lutego 1982) – chiński zapaśnik w stylu klasycznym. Olimpijczyk z Pekinu 2008, gdzie zajął dziewiąte miejsce w kategorii 96 kg.
Trzykrotny uczestnik mistrzostw świata, zajął 14 miejsce w 2006. Piąty na igrzyskach azjatyckich w 2006, szósty w 2002. Brązowy medal na igrzyskach Wschodniej Azji w 2001. Piąty w Pucharze Świata w 2009 roku.